# 遵义医药高等专科学校
遵义医药高等专科学校（英語：Zunyi Medical And Pharmaceutical College，縮寫：ZMPC），原称遵义卫生学校，创建于1956年，是一所医学专科院校。2006年2月17日，遵义卫生学校、遵义中医学校合并升格为遵义医药高等专科学校。
1959年，遵义卫生学校升格遵义医学专科学校。1959年，黔东南大学（医专的医疗科部分）并入遵义医学专科学校。1963年，遵义医学专科学校改建遵义卫生学校。1986年，遵义中医学校创建。
遵义医药高等专科学校是贵州省示范性高职院校。

## 历史沿革

### 遵义护士学校时期
1939年10月1日贵阳护理职业学院创建，初名为贵州省立医事职业学校。1956年秋，贵州省人民委员会决定将护理科分出，在遵义地区建立遵义护士学校。1958年遵义护士学校更名为遵义卫生学校。1958年遵义护士学校(部分资源)参与合并组建铜仁专区医学专科学校。1959年遵义护士学校升格贵州遵义医学专科学校。

### 遵义医学专科学校
1959年遵义医学专科学校(药剂士专业)并入贵阳卫生学校。1959年黔东南大学(医专的医疗科部分)、贵阳医学专科学校、铜仁专区医学专科学校(专科班)并入贵州遵义医学专科学校。1959年贵州遵义医学专科学校更名为遵义医学专科学校。1963年遵义医学专科学校改建为遵义卫生学校。1982年遵义地区人民医院护士学校并入遵义卫生学校。1965年遵义地区人民医院护士学校创建。1975年遵义县中医学校创建。1986年遵义县中医学校更名为遵义中医学校。2006年遵义卫生学校、遵义中医学校合并升格为遵义医药高等专科学校。

### 遵义医药高等专科学校时期
2006年遵义铁路医院并入遵义医药高等专科学校